# Canao II
Canao II fou rei del Bro Waroch o país de Vannes. Se suposa que era el fill del rei Waroch II esmentat com a Canao que va infligir una greu derrota a la rereguarda de l'exèrcit franc en retirada (els «inferiors i els pobres») quan passaven el riu Vilaine. Aquells que no foren morts foren reduïts a l'esclavitud. Alguns després reberen de la dona de Waroch II la llibertat. La resta de l'exèrcit franc, que temia les represàlies de les poblacions dels països que havia destrossat en l'anada, va tornar per l'Anjou (França) fins als ponts del riu Maine, i després va saquejar la Turena. Els supervivents es justificaren davant el rei Gontran acusant al duc Ebracari i al comte Willicari d'haver venut la retirada de l'exèrcit a Waroch. El rei va fer matar el duc quan aquest es va presentar i el comte va preferir la fugida. Waroch i el seu fill, potser a petició de Fredegunda, saquejaren de nou les diòcesis de Nantes i de Rennes cap al 593. Khildebert II va enviar contra ells un exèrcit que els va lliurar el 594 una batalla de la qual el resultat sembla haver estat favorable als bretons. Fredegari és l'únic que la menciona per dir: «Hi va haver una gran matança de les dues nacions.» Després d'aquest episodi, Waroch i el seu fill ja no són mencionats més. Canao II hauria regnat fins vers el 635 i després el regne hauria passat, sembla que per herència, a Judicael de Domnònia que va reunir els dos territoris.